# اوبونتو استودیو
اوبونتو استودیو (به انگلیسی: Ubuntu Studio، ʊˈbʊntu ˈst(y)o͞odēˌō) یک توزیع لینوکس رایگان، آزاد، متن‌باز و مشتق رسمی اوبونتو است که برای تولید محتوای چند-رسانه‌ای طراحی شده‌است. همچنین نسخه اصلی، بر پایه اوبونتو ۷٫۰۴، در ۲۰ اردیبهشت ۱۳۸۶ منتشر شد.